# Municipio de Los Herreras
El municipio de Los Herreras es uno de los 51 municipios en que se encuentra dividido para su régimen interno el estado mexicano de Nuevo León. Su cabecera es el pueblo de Los Herreras.

## Geografía
El territorio municipal de Los Herreras se encuentra en el este del estado de Nuevo León, tiene una extensión territorial de 497.503 kilómetros cuadrados que equivalen al 0.8% de la superficie estatal. Sus coordenadas geográficas extremas son 25° 47' - 26° 05' de latitud norte y 99° 16' - 99° 34' de longitud oeste, su altitud se encuentra entre un máximo de 300 y un mínimo de 100 metros sobre el nivel de mar.
Limita al extremo norte con el municipio de Cerralvo, al este con el municipio de Los Aldamas, al sureste y sur con el municipio de China, al suroeste con el municipio de Los Ramones, al oeste nuevamente con el de Cerralvo y finalmente al noroeste con el municipio de Melchor Ocampo.

## Demografía
De acuerdo a los resultados del Censo de Población y Vivienda realizado en 2010 por el Instituto Nacional de Estadística y Geografía, la población total del municipio de Los Herreras asciende a 2 030 personas.
La densidad de población es de 4.08 personas por kilómetros cuadrados.

### Localidades
En el municipio se encuentran un total de 164 localidades, las principales y su población en 2010 son las siguientes:
| Localidad       | Población |
| Total Municipio | 2 030     |
| Los Herreras    | 1 565     |
| San Vicente     | 195       |
| San Agustín     | 100       |

## Política

### Representación legislativa
Para la elección de diputados locales al Congreso de Nuevo León y de diputados federales a la Cámara de Diputados federal, el municipio de Los Herreras se encuentra integrado en los siguientes distritos electorales:
Local:
- Distrito electoral local de 11 de Nuevo León con cabecera en Pesquería.

Federal:
- Distrito electoral federal 14 de Nuevo León con cabecera en Pesquería.